# アメリカ空軍特殊作戦学校
アメリカ空軍特殊作戦学校（アメリカとくしゅさくせんがっこう、United States Air Force Special Operations School,USAFSOS）はアメリカ空軍の組織。空軍特殊作戦コマンド傘下の組織であり、特殊部隊員および特殊作戦機乗員の育成・訓練を目的としている。統合特殊作戦大学(Joint Special Operations University)も同所にあり、訓練の連携をとっているほか、陸軍・海軍の特殊部隊育成機関とも協力している。

## 概要
ベトナム戦争が激化すると、戦闘捜索救難をはじめとして、特殊作戦の必要が生じ、アメリカ空軍においても特殊部隊の育成・強化が図られることとなっていた。前身となるアメリカ空軍特殊航空作戦学校(U.S. Air Force Special Air Warfare School)は1967年4月に特殊航空戦闘センター(Special Air Warfare Center)の傘下にエグリン空軍基地に開設された。これは1968年にハルバート飛行場に移動、アメリカ空軍特殊作戦学校(USAFSOS)に改編された。
学校は40名の士官をはじめとして、陸海軍および文民スタッフにより構成されている。